# Athanasios Toutoungi
Athanasios Toutoungi (* 6. September 1899 in Alexandrette (Türkei/Syrien); † 20. Februar 1981) war ein Erzbischof der Melkitischen Griechisch-Katholischen Kirche in Syrien. 

## Leben
Athanasios Toutoungi wurde am 20. Juli 1927 zum Priester geweiht. 
Seine Ernennung zum Nachfolger von Basilio Khouri als Erzbischof von Homs erhielt er am 1. Oktober 1938, er wurde am 27. November 1938 zum Bischof geweiht. In diesem Amt folgte ihm Erzbischof Jean Bassoul.
Am 5. Dezember 1961 wurde Toutoungi zum Nachfolger von Isidore Fattal als Erzbischof von Aleppo ernannt und bekleidete dieses Amt bis zu seiner Emeritierung am 6. März 1968, gleichzeitig wurde er zum Titularerzbischof von Tarsus dei Greco-Melkiti ernannt und war bis zu seinem Tod am 20. Februar 1981 Alterzbischof von Aleppo, sein Nachfolger wurde Néophytos Edelby. Er war Teilnehmer an allen vier Sitzungsperioden des Zweiten Vatikanischen Konzils (1962–1965). Während seiner Amtszeit weihte er Justin Abraham Naimy BA zum Bischof von Newton (Massachusetts, USA) und war Mitkonsekrator bei den Erzbischöfen Paul Achkar, Hilarion Capucci und Elias Nijmé.